# Жанаталап (Жанабазарський сільський округ)
Жанатала́п (каз. Жаңаталап) — село у складі Казигуртського району Туркестанської області Казахстану. Входить до складу Жанабазарського сільського округу.
Населення — 1444 особи (2021; 1315 у 2009, 1083 у 1999, 784 у 1989).